# The Astro Zombies
Pour les articles homonymes, voir The Astro Zombies (homonymie).
The Astro Zombies est un groupe de psychobilly français, originaire de Dijon. Le groupe se forme en 1996 et un premier single sort l'année suivante.

## Biographie
Le groupe se fait d'abord connaître sur la scène psychobilly française et a rapidement l'occasion de faire des premières parties de concerts de groupes majeurs dans ce style musical. Au nombre de ceux-ci, c'est leur rencontre avec les Meteors qui s'avère décisive. Paul P. Fenech, leader des Meteors, leur propose d'enregistrer un premier album courant 1997. Après la sortie de ce premier opus, les Astro Zombies commencent à tourner régulièrement en Europe. En novembre 2006, le groupe part pour les États-Unis et enchaîne une dizaine de dates en Californie, Arizona, Texas et au Nevada, avec en point d'orgue une petite série de concerts à Las Vegas.
2007 voit l'arrivée de Markus à la batterie et s'ensuit en 2008 une série de tournées conduisant le groupe au Mexique, au Brésil, en Russie et de nouveau aux États-Unis. À la fin 2008 voit un nouveau changement au sein du groupe avec l'arrivée à la contrebasse de Mark Carew, leader du groupe de psychobilly The Long Tall Texans et bassiste du groupe de ska The Hotknives. En mars 2009 sort l'album Convince or Confuse sur le label Drunkabilly Records, avec entre autres l'apparition de Sarah Blackwood, chanteuse du groupe canadien The Creepshows. En 2011, le groupe publie un nouvel album, From Strength to Strength au label I Sold My Soul Media.

## Discographie

### Albums studio
- 1997 : The Astro Zombies are Coming — album studio sur CD et vinyle, Banana Juice/Crazy Love records et réédition sur CD, 2000[3]
- 2000 : Control Your Minds — album studio sur CD et vinyle, Crazy Love Records
- 2003 : Mutilate, Torture, Kill — album studio sur CD, Nova Express/UMC
- 2006 : Burgundy Livers
- 2009 : Convince or Confuse — Drunkabilly Records[4]
- 2011 : From Strength to Strength — I Sold My Soul Media
- 2015 : Frogs Legs

### Albums live et singles
- 1997 : Same 7" (single 45 tours) (Sfax Records)
- 2008 : 1996-2000 the Early Years (réédition du premier single et du premier album + trois inédits)
- 2008 : El mejor de Los Astro Zombies, (best-of sorti pour la tournée 2008 au Mexique)